# پایتخت شامحمد
پایتخت شامحمد، روستایی از توابع بخش سردشت شهرستان دزفول در استان خوزستان ایران است.

## جمعیت
این روستا در دهستان دره‌کاید قرار دارد و براساس سرشماری مرکز آمار ایران در سال ۱۳۸۵، جمعیت آن ۵۲ نفر (۹خانوار) بوده‌است.